# Masque dogon
Les masques dogons sont des œuvres artistiques à vocation religieuse. Ils sont au centre de la culture et des traditions du peuple Dogon, qui vit essentiellement au Mali, dans le Pays Dogon, situé sur la falaise de Bandiagara. Les masques sont utilisés lors de rituels dont la danse et la musique sont confiées à une société initiatique appelée Awa ou Avva. Cette société secrète, composée d'hommes circoncis, est l'institution religieuse la plus importante chez les Dogons; c'est elle qui officie lors des divers cérémonies (cérémonie des ancêtres, dama, sigui, etc.). Elles prennent la forme de danses opérées par les "masques", terme qui désigne à la fois l'objet qui représente une divinité ou un esprit, et la personne anonyme qui le porte et qui incarne donc cet esprit. Fabriqués en bois peints de couleurs vives et des cagoules-muselières d’étoffe ornée de cauris, les masques sont de plusieurs ordres : satimbe, kanaga, le goitreux, pullo yana, sirigé., etc.

## Galerie

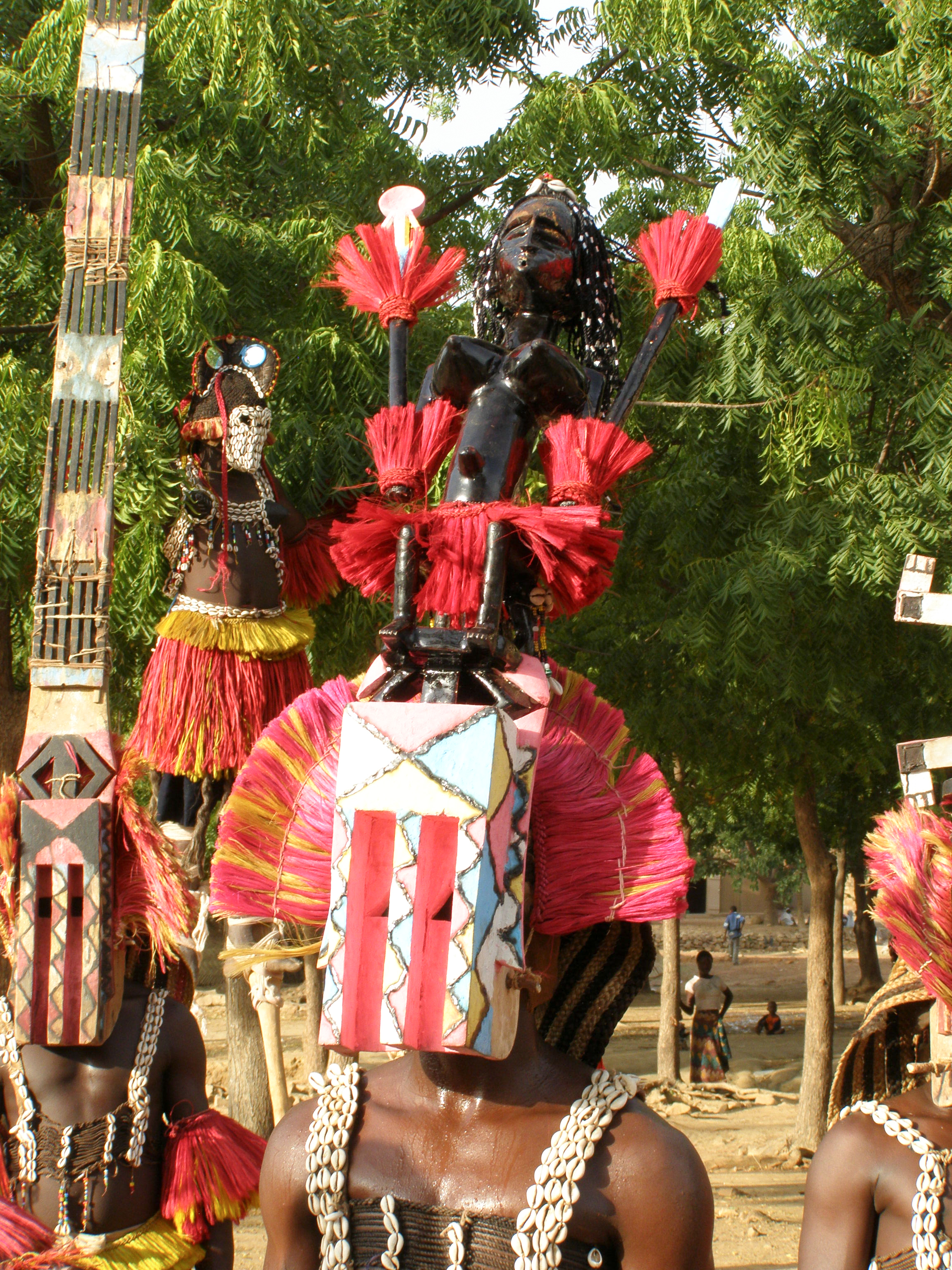
Satimbe
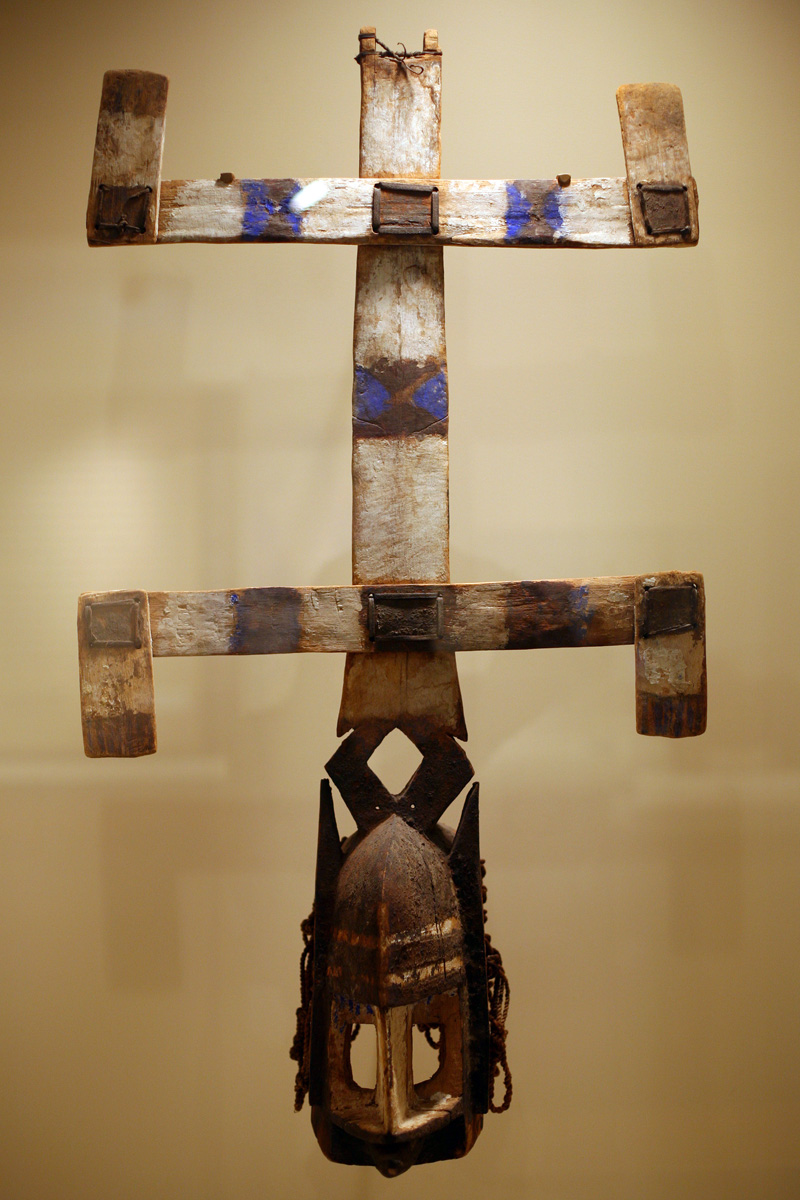
Kanaga
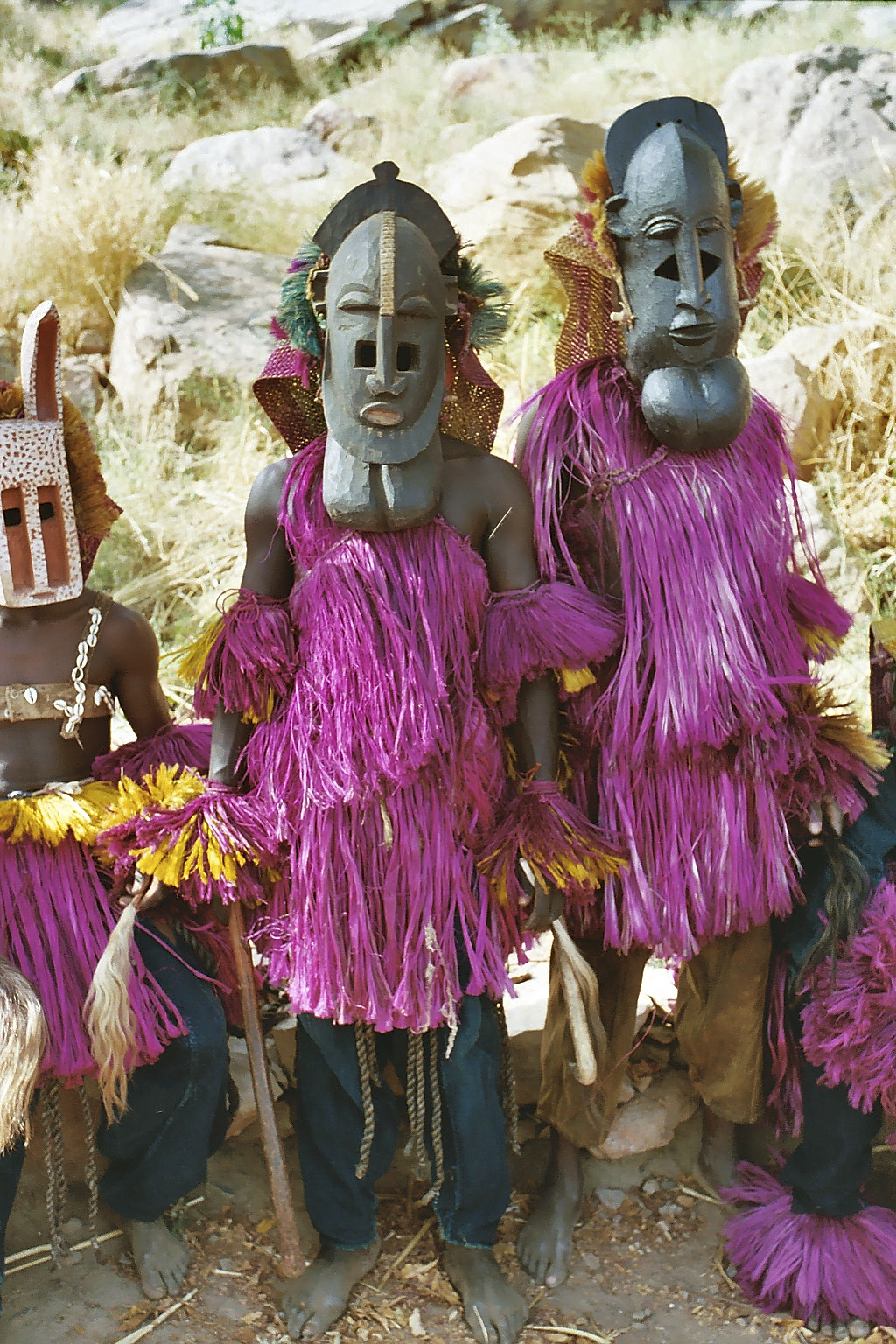
Goitreux
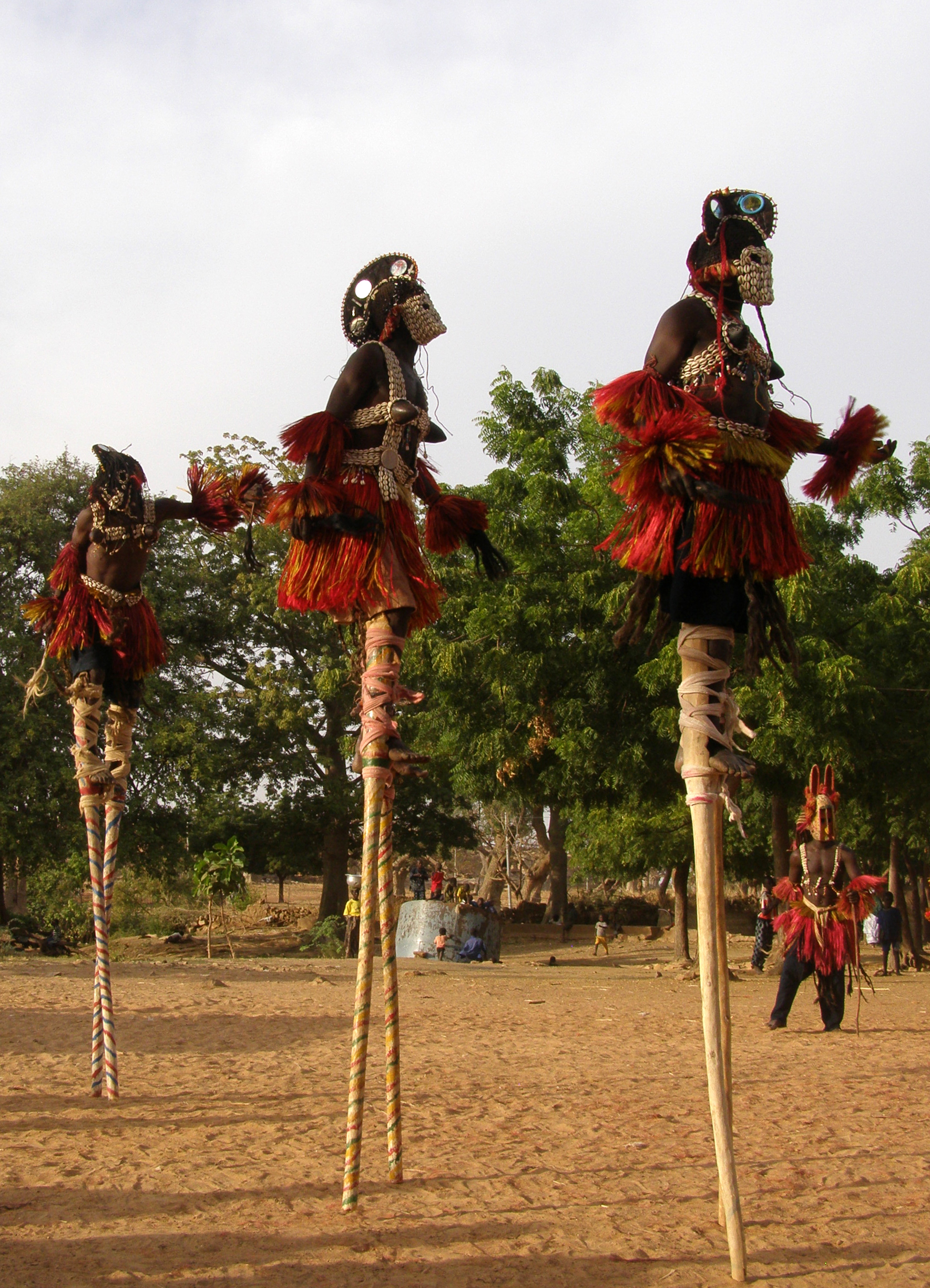
Pullo yana
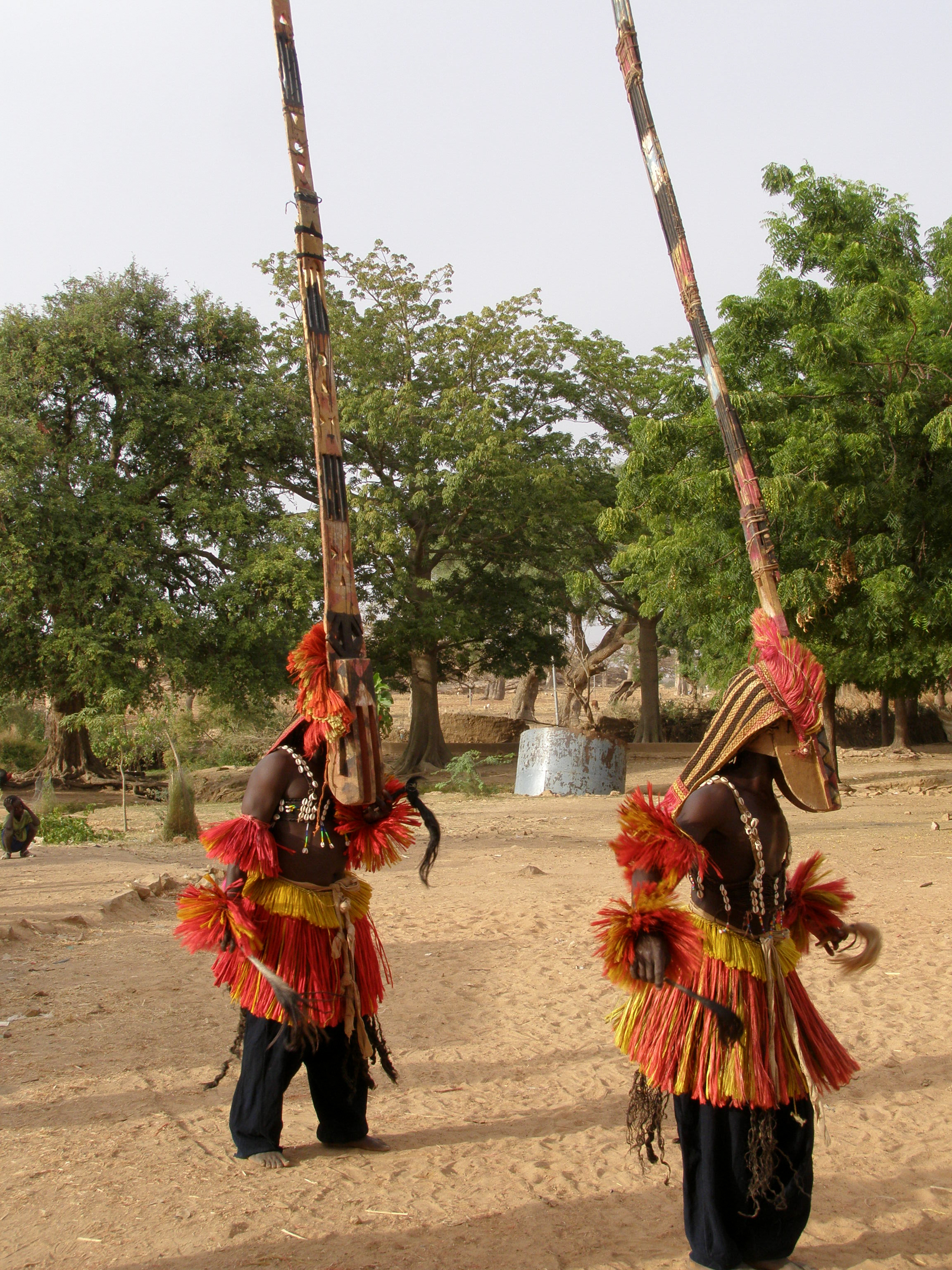
Sirige

### Filmographie
- Le dama d'Ambara, film documentaire réalisé par Jean Rouch, avec Germaine Dieterlen et Marcel Griaule, CNRS Images, Meudon, 2009, 1 h (DVD)
- (en) African carving : a Dogon Kanaga mask, film documentaire réalisé par Thomas Blakely et Eliot Elisofon, Documentary Educational Resources, Watertown, MA, 2008, 19 min (DVD)